# The Unknown DJ
The Unknown DJ, nascido como Andre Manuel, é um dos pioneiros do West coast hip hop. Ele começou produzindo faixas de electro hop que foram lançadas sob seu próprio nome, entre elas "Basstronic", "808 Beats" e "Let's Jam". Ele também produziu várias faixas para Ice-T, entre elas sua primeira gravação de gangsta rap, "6 in the Mornin'" (1986). The Unknown DJ continuou como um produtor para o grupo de MC Eiht, Compton's Most Wanted. Ele também produziu música para artistas como A.L.T., Brownside, N.W.A., Bobby Jimmy, e King Tee.

## Carreira
The Unknown DJ começou como DJ no clube de Los Angeles Eve After Dark. Unknown DJ e o dono do clube, Lonzo, tomavam conta da platéia quando a pista de dança estava lotada. Dr. Dre e DJ Yella tomavam conta das platéias menores. Em 1984 ele apareceu primeiro junto com Dr. Dre e Daniel Soldier na canção "Rhythm Rock Rap" publicada pela gravadora Saturn Records.